# 天鷹座V1339
天鷹座V1339，又名BD+07 4252，HD 187567、SAO 125116、HR 7554，是天鷹座的一颗恒星，视星等为6.51，位于銀經46.83，銀緯-9.28，其B1900.0坐标为赤經19h 45m 26.3s，赤緯+7° -9.28′ 0″。